# 가마이시시
가마이시시(일본어: 釜石市)는 일본 이와테현 남동부(산리쿠 해안)에 있는 시이다.
리쿠추 해안 국립공원의 중심에 위치하고 세계 3대 어장 중 하나인 북서태평양 어장의 일부를 이루는 산리쿠 어장과 전형적인 리아스식 해안이 있는 지역이다. 예전에는 가미헤이군, 게센군에 속했다.
근대 제철업의 발상지이며 최성기에는 인구가 9만 명을 넘기도 했지만 제철소 용광로의 가동 중지와 함께 인구가 줄어들고 있다.

## 역사
- 1889년 4월 1일 - 정촌제 시행으로 미나마헤이군 가마이시정, 갓시촌, 우노스마이촌, 구리하시촌, 게센군 도니촌이 성립하였다.
- 1896년 3월 29일 - 미나미헤이군과 니시헤이군이 합병해 가미헤이군이 되었다.
- 1937년 5월 5일 - 가마이시정이 시로 승격해 가마이시시가 되었다.
- 1945년 7월 14일~8월 9일 - 태평양 전쟁 말기에 2도의 함포 사격으로 시가지와 제철소가 괴멸적인 피해를 받았다(가마이시 함포 사격).
- 1955년 4월 1일 - 구 가마이시시, 갓시촌, 우노스마이촌, 구리하시촌, 도니촌이 합병해 새로운 가마이시시가 되었다.

## 교통
2011년 3월 11일 동일본 대지진에 따른 교통 영향으로 게센누마 방면(남쪽)은 2014년에 미나미리아스선이 복구되었지만, 미야코 방면(북쪽)은 2016년 기준으로도 야마다선이 아직 복구되지 않았고, 국도 45호선을 통해서만 왕래할 수 있다.

### 철도
- 동일본 여객철도
  - 야마다선(미야코 방면)
  - 가마이시선(하나마키 방면)
- 산리쿠 철도
  - 미나미리아스선

### 도로
- 국도 45호선
- 국도 283호선

## 인구
| 연도 | 인구   | ±%     |
| ---- | ------ | ------ |
| 1920 | 33,392 | —      |
| 1930 | 44,310 | +32.7% |
| 1940 | 62,136 | +40.2% |
| 1950 | 68,063 | +9.5%  |
| 1960 | 87,511 | +28.6% |
| 1970 | 72,923 | −16.7% |
| 1980 | 65,250 | −10.5% |
| 1990 | 52,484 | −19.6% |
| 2000 | 46,521 | −11.4% |
| 2010 | 39,568 | −14.9% |

## 기후
| 가마이시시의 기후                                            | 가마이시시의 기후 | 가마이시시의 기후 | 가마이시시의 기후 | 가마이시시의 기후 | 가마이시시의 기후 | 가마이시시의 기후 | 가마이시시의 기후 | 가마이시시의 기후 | 가마이시시의 기후 | 가마이시시의 기후 | 가마이시시의 기후 | 가마이시시의 기후 | 가마이시시의 기후 |
| 월                                                           | 1월               | 2월               | 3월               | 4월               | 5월               | 6월               | 7월               | 8월               | 9월               | 10월              | 11월              | 12월              | 연간              |
| ------------------------------------------------------------ | ----------------- | ----------------- | ----------------- | ----------------- | ----------------- | ----------------- | ----------------- | ----------------- | ----------------- | ----------------- | ----------------- | ----------------- | ----------------- |
| 역대 최고 기온 °C (°F)                                       | 15.9 (60.6)       | 20.4 (68.7)       | 24.7 (76.5)       | 31.3 (88.3)       | 34.7 (94.5)       | 37.8 (100.0)      | 38.4 (101.1)      | 38.8 (101.8)      | 36.4 (97.5)       | 31.4 (88.5)       | 23.8 (74.8)       | 23.0 (73.4)       | 38.8 (101.8)      |
| 일평균 최고 기온 °C (°F)                                     | 5.3 (41.5)        | 5.9 (42.6)        | 9.3 (48.7)        | 14.9 (58.8)       | 19.6 (67.3)       | 22.1 (71.8)       | 25.5 (77.9)       | 27.5 (81.5)       | 24.4 (75.9)       | 19.4 (66.9)       | 14.0 (57.2)       | 8.1 (46.6)        | 16.4 (61.5)       |
| 일일 평균 기온 °C (°F)                                       | 1.3 (34.3)        | 1.6 (34.9)        | 4.5 (40.1)        | 9.6 (49.3)        | 14.4 (57.9)       | 17.6 (63.7)       | 21.4 (70.5)       | 23.2 (73.8)       | 19.9 (67.8)       | 14.3 (57.7)       | 8.8 (47.8)        | 3.8 (38.8)        | 11.7 (53.1)       |
| 일평균 최저 기온 °C (°F)                                     | −2.4 (27.7)       | −2.4 (27.7)       | 0.0 (32.0)        | 4.7 (40.5)        | 9.8 (49.6)        | 13.9 (57.0)       | 18.2 (64.8)       | 19.8 (67.6)       | 16.2 (61.2)       | 10.0 (50.0)       | 4.1 (39.4)        | −0.1 (31.8)       | 7.7 (45.9)        |
| 역대 최저 기온 °C (°F)                                       | −11.4 (11.5)      | −12.9 (8.8)       | −9.2 (15.4)       | −4.2 (24.4)       | 0.3 (32.5)        | 3.1 (37.6)        | 8.3 (46.9)        | 9.9 (49.8)        | 6.2 (43.2)        | 0.0 (32.0)        | −4.9 (23.2)       | −10.1 (13.8)      | −12.9 (8.8)       |
| 평균 강수량 mm (인치)                                        | 63.1 (2.48)       | 52.0 (2.05)       | 112.3 (4.42)      | 128.0 (5.04)      | 153.3 (6.04)      | 177.6 (6.99)      | 180.9 (7.12)      | 205.1 (8.07)      | 253.9 (10.00)     | 197.4 (7.77)      | 91.6 (3.61)       | 71.8 (2.83)       | 1,693.2 (66.66)   |
| 평균 강수일수 (≥ 1.0 mm)                                     | 5.4               | 5.9               | 8.4               | 9.1               | 9.7               | 10.4              | 12.6              | 11.4              | 11.9              | 9.2               | 6.9               | 5.9               | 106.8             |
| 평균 월간 일조시간                                           | 150.3             | 150.8             | 172.2             | 186.4             | 188.1             | 152.3             | 138.1             | 156.6             | 128.4             | 142.2             | 142.1             | 134.2             | 1,845.7           |
| 출처: 일본 기상청 (평년값: 1991년~2020년, 극값: 1976년~현재) |                   |                   |                   |                   |                   |                   |                   |                   |                   |                   |                   |                   |                   |

## 자매 도시
- 일본 도야마현 시모니카와군 아사히정
- 일본 아이치현 도카이시
- 프랑스 알프드오트프로방스주 딘느레벵